# Publius Petronius Niger
Publius Petronius Niger war ein Politiker der frühen römischen Kaiserzeit. Geboren wurde er vermutlich vor 20, sein Vater war möglicherweise Gaius Petronius Pontius Nigrinus, der 37 das Konsulat bekleidete. Publius Petronius selbst war 62 Suffektkonsul. Über seinen Lebensweg ist sonst nichts bekannt.

## Name
Auf zwei Täfelchen aus Herculaneum las man seinen Namen längere Zeit als „T. Petronius Niger“. Da Vornamen im Lateinischen stets abgekürzt geschrieben wurden, kam es hier nicht selten zu Abschreibfehlern oder Fehllesungen. Zudem sind die Buchstaben T. und P. in der römischen Kursivschrift leicht zu verwechseln.
Die Lesung „Titus“ musste durch einen archäologischen Fund des Jahres 1989 korrigiert werden: Auf dem auf den 8. Juli 62 datierten, in Griechisch verfassten Zollgesetz der Provinz Asia aus Ephesos wird er mit der Namensform Ποπλίωι Πετρωνίωι Νίγρωι (Publio Petronio Nigro, Dativ Singular) genannt. Da der dort als sein Kollege genannte Konsul derselbe ist wie auf den Täfelchen aus Herculaneum, handelt es sich sicher um den gleichen Petronius, sodass dessen praenomen Publius als gesichert gelten kann.

## Fehlzuschreibung des Satyricon
Petronius Niger wird in der Forschung mitunter mit dem Autor des Satyricon, Titus Petronius, identifiziert. Dies erfolgte in erster Linie aufgrund des in der Familie Petronius sehr seltenen praenomens „Titus“. Nachdem sich abgezeichnet hatte, dass das praenomen des Petronius Niger auch auf den Täfelchen von Herculaneum nicht mehr als Titus, sondern als Publius gelesen werden musste, warnte einer der bedeutendsten Petroniuskenner vor der Aufrechterhaltung der Identifizierung. Nachdem sich das Titus des Petronius Niger endgültig als Fehllesung herausstellte, erfolgte aber nun nicht die fällige Rücknahme der Identifizierung. Vielmehr wurde nun umgekehrt der Vorname Publius auch „Petronius Arbiter“, dem Autor des Satyricon, zugeschrieben.
Diese Vorgehensweise, den Verfasser des Satyricon mit Petronius Niger gleichzusetzen, ist jedoch aus mehreren Gründen unwahrscheinlich:
- Widerspruch zu den antiken Quellen: Die Zuschreibung des Vornamens Publius ist angesichts der eindeutigen antiken Überlieferung (Plinius der Ältere, Plutarch, siehe Titus Petronius) nicht zu rechtfertigen. Für die Namensklärung des Satyricondichters richtet die Inschrift des Publius Petronius Niger nichts aus.

- Chronologischer Widerspruch: Gemäß Tacitus[7] wurde Petronius Arbiter erst nach seinem Konsulat arbiter elegantiae. Aber von 62 an wurde er in der Position als arbiter durch Tigellinus abgelöst,[8] der aber nie die elegantia des Petronius erreicht habe.[7]

- Genealogischer Widerspruch: Publius Petronius Niger dürfte ein Sohn des Gaius Petronius Pontius Nigrinus sein. Titus Petronius war vermutlich der Sohn eines anderen Publius Petronius.

## Identifizierung mit dem Pharmakologen Petronius
Die Identifizierung des Petronius Niger mit Petronius, dem Pharmakologen des 1. Jahrhunderts n. Chr., erfolgte über eine Stelle bei Pedanios Dioskurides, der unter Claudius und Nero (41–68) als Militärarzt tätig war und als berühmtester Pharmakologe des Altertums gilt:
καί Νικήρατος καί Ρετρώνιος Νίγερ (τε) καί Διόδοτος.
„Nikeratos, Petronius (,) Niger und Diodotos.“
Die besten Handschriften enthalten das τε (nachgestelltes „und“), das Niger von Petronius trennt. Nur in zwei jüngeren Handschriften erscheint Petronius Niger als zusammenhängender Name. Aller Wahrscheinlichkeit nach müssen die Wörter Petronius und Niger also getrennt gelesen werden (hier in der Übersetzung durch das in Klammern gesetzte Komma angedeutet), so dass weitere Namensbestandteile der hier genannten Personen Petronius und Niger völlig unbekannt sind und wegen der Häufigkeit beider Namen ein Identifizierungsversuch nicht sinnvoll ist. Zwar kann nicht gänzlich ausgeschlossen werden, dass sich sowohl Niger als auch Diodotos als Cognomina auf Petronius beziehen, dann fragt es sich aber, warum Dioskurides diesen Bezug nicht durch eine Pluralbildung von Petronius deutlich gemacht hätte.
Der Pharmakologe Petronius scheint bereits zu Beginn des 1. Jahrhunderts gelebt zu haben. Plinius der Ältere nennt ihn Petronius Diodotus, vielleicht nur um anzudeuten, dass Diodotos ihn benutzte. Galen nennt ihn Petronios Musas („Πετρώνιος Μούσας“). Max Wellmann vermutete eine Verwendung der pharmakologischen Bücher des Petronius durch Sextius Niger.